# Ginnastica ritmica ai Giochi della XXVIII Olimpiade - Concorso a squadre
Il concorso a squadre di ginnastica ritmica ha visto la partecipazione di 10 squadre, composte da 6 ginnaste. Le qualificazioni si sono svolte il 26 agosto: le 8 migliori si sono qualificate per la finale del 28 agosto.

## Qualificazioni
| Rank | Team        | 5 Nastri | 5 Nastri  | 5 Nastri   | 5 Nastri  | 3 Cerchi & 2 Palle | 3 Cerchi & 2 Palle | 3 Cerchi & 2 Palle | 3 Cerchi & 2 Palle | Totale | Totale |
| Rank | Team        | Tecnico  | Artistico | Esecuzione | Punteggio | Tecnico            | Artistico          | Esecuzione         | Punteggio          | Totale | Totale |
| ---- | ----------- | -------- | --------- | ---------- | --------- | ------------------ | ------------------ | ------------------ | ------------------ | ------ | ------ |
| 1    | Russia      | 8.200    | 9.100     | 7.500      | 24.700    | 8.000              | 9.100              | 8.075              | 25.175             | 49.875 | Q      |
| 2    | Italia      | 7.300    | 8.400     | 7.250      | 22.850    | 7.900              | 9.200              | 8.225              | 25.325             | 48.175 | Q      |
| 3    | Bulgaria    | 7.600    | 7.500     | 7.200      | 22.300    | 7.800              | 9.000              | 7.800              | 24.600             | 46.900 | Q      |
| 4    | Grecia      | 7.700    | 8.300     | 6.800      | 22.700    | 7.400              | 8.800              | 7.500              | 23.700             | 46.400 | Q      |
| 5    | Cina        | 7.400    | 8.200     | 7.000      | 22.300    | 7.200              | 8.600              | 8.000              | 23.800             | 46.100 | Q      |
| 6    | Bielorussia | 7.400    | 8.600     | 7.200      | 23.200    | 7.200              | 8.400              | 6.900              | 22.500             | 45.700 | Q      |
| 7    | Brasile     | 7.000    | 8.200     | 6.250      | 21.450    | 7.000              | 8.800              | 7.700              | 23.500             | 44.950 | Q      |
| 8    | Spagna      | 7.000    | 7.400     | 6.800      | 21.200    | 7.100              | 8.400              | 7.900              | 23.400             | 44.600 | Q      |
| 9    | Ucraina     | 6.300    | 7.300     | 5.750      | 19.350    | 7.100              | 8.900              | 6.800              | 22.800             | 42.150 |        |
| 10   | Polonia     | 6.300    | 7.900     | 6.625      | 20.725    | 6.200              | 8.100              | 6.950              | 21.050             | 41.775 |        |

## Finale
| Rank | Team        | 5 Nastri | 5 Nastri  | 5 Nastri   | 5 Nastri  | 3 Cerchi & 2 Palle | 3 Cerchi & 2 Palle | 3 Cerchi & 2 Palle | 3 Cerchi & 2 Palle | Totale | Totale |
| Rank | Team        | Tecnico  | Artistico | Esecuzione | Punteggio | Tecnico            | Artistico          | Esecuzione         | Punteggio          | Totale | Totale |
| ---- | ----------- | -------- | --------- | ---------- | --------- | ------------------ | ------------------ | ------------------ | ------------------ | ------ | ------ |
|      | Russia      | 8.100    | 9.200     | 8.000      | 25.300    | 8.200              | 9.300              | 8.300              | 25.800             | 51.100 |        |
|      | Italia      | 7.600    | 8.650     | 7.900      | 24.150    | 7.700              | 9.300              | 8.300              | 25.300             | 49.450 |        |
|      | Bulgaria    | 7.600    | 8.700     | 7.100      | 23.400    | 7.700              | 9.300              | 8.200              | 25.200             | 48.600 |        |
| 4    | Bielorussia | 7.400    | 8.900     | 7.300      | 23.500    | 7.700              | 8.800              | 8.000              | 24.500             | 48.000 |        |
| 5    | Grecia      | 7.600    | 8.400     | 6.600      | 22.600    | 7.700              | 8.400              | 7.825              | 23.925             | 46.525 |        |
| 6    | Cina        | 7.400    | 8.400     | 7.500      | 23.100    | 7.200              | 8.400              | 7.800              | 23.400             | 46.500 |        |
| 7    | Spagna      | 7.000    | 8.400     | 7.000      | 22.400    | 6.800              | 8.500              | 7.700              | 22.950             | 45.350 |        |
| 8    | Brasile     | 7.200    | 8.400     | 6.400      | 21.900    | 7.000              | 8.700              | 7.000              | 22.500             | 44.400 |        |